# Grand Trail du Valdigne
Le Grand Trail du Valdigne est une compétition de trail ayant lieu sur les sentiers du Valdigne depuis 2007. Tous les participants qui complètent le parcours ont droit à un prix. Les communes concernées sont celles autour du mont Blanc du côté valdôtain : Courmayeur, Pré-Saint-Didier, Morgex, La Thuile et La Salle.

## Parcours
Deux itinéraires sont prévus, ayant leur point de départ à Courmayeur :
- parcours de 87 kilomètres, à compléter en 25 heures au maximum ;
- parcours de 45 kilomètres, à compléter en 13 heures au maximum (à partir de 2010, les kilomètres à parcourir sont 47, avec Morgex comme point de départ et d'arrivée).